# 米申鎮區 (明尼蘇達州克羅溫縣)
米申鎮區（英語：Mission Township）是位於美國明尼蘇達州克羅溫縣的一個行政鎮區。

## 地方資料
米申鎮區的面積為89.81平方千米，當中陸地面積為76.86平方千米，而水域面積為13.01平方千米。根據2020年美國人口普查的數據，當地共有人口796人，而人口密度為每平方千米8.86人。